# SOS (Avicii)
SOS è un singolo del DJ svedese Avicii, pubblicato il 10 aprile 2019 come primo estratto dal terzo album in studio Tim.

## Descrizione
Si tratta del primo brano postumo pubblicato dopo la morte del DJ e vede la partecipazione vocale del cantante statunitense Aloe Blacc.

## Video musicale
Il video musicale, realizzato con i messaggi e i ricordi rivolti dai fan ad Avicii, è stato reso disponibile il 10 aprile 2019 in concomitanza con l'uscita del singolo.

## Tracce
Testi e musiche di Albin Nedler, Kristoffer Fogelmark, Tim Bergling, Tameka Cottle, Kandi Burruss e Kevin "She'kspere" Briggs.
Download digitale
1. SOS (feat. Aloe Blacc) – 2:37

Download digitale – Laidback Luke Tribute Remix
1. SOS (feat. Aloe Blacc) (Laidback Luke Tribute Remix) – 4:34
2. SOS (feat. Aloe Blacc) (Laidback Luke Tribute Remix/Radio Edit) – 2:44

## Formazione
Musicisti
- Avicii – tastiera, programmazione
- Aloe Blacc – voce
- Albin Nedler – tastiera, programmazione
- Kristoffer Fogelmark – tastiera, programmazione

Produzione
- Avicii – produzione
- Albin Nedler – produzione, produzione vocale, ingegneria del suono
- Kristoffer Fogelmark – produzione, produzione vocale, ingegneria del suono
- Marcus Thunberg Wessel – ingegneria del suono
- Richard "Segal" Huredia – ingegneria del suono
- Kevin Grainger – mastering, missaggio
- Julio Rodriguez Sangrador – assistenza al mastering, assistenza al missaggio

## Successo commerciale
SOS ha esordito alla vetta della classifica dei singoli svedese compilata dalla Sverigetopplistan con soli due giorni di tracciamento. È divenuta la settima numero uno del DJ in madrepatria. A fine anno, è risultata la canzone più venduta in territorio svedese.
Nel Regno Unito, il brano ha debuttato alla 12ª posizione grazie a 28 774 unità di vendita nella sua prima settimana di disponibilità. La settimana successiva è salito fino al 6º posto dopo aver accumulato 34 741 vendite. È diventato il decimo ingresso in top ten di Avicii e il terzo di Blacc nella Official Singles Chart. In Irlanda, oltre a risultare l'entrata più alta della settimana, ha debuttato alla 5ª posizione della Irish Singles Chart.
SOS ha fatto il proprio ingresso all'11ª posizione della classifica dei singoli australiana, per poi raggiungere la 7ª nella sua sesta settimana di permanenza nella ARIA Singles Chart.
In Italia è stato il 55º singolo più trasmesso dalle radio nel 2019.

## Classifiche

### Classifiche settimanali
| Classifica (2019) | Posizione massima |
| ----------------- | ----------------- |
| Australia         | 7                 |
| Austria           | 4                 |
| Belgio (Fiandre)  | 2                 |
| Belgio (Vallonia) | 7                 |
| Canada            | 13                |
| Croazia           | 1                 |
| Danimarca         | 4                 |
| Estonia           | 2                 |
| Finlandia         | 1                 |
| Francia           | 49                |
| Germania          | 8                 |
| Grecia            | 17                |
| Irlanda           | 5                 |
| Islanda           | 3                 |
| Italia            | 17                |
| Lettonia          | 6                 |
| Lituania          | 6                 |
| Lussemburgo       | 3                 |
| Norvegia          | 2                 |
| Nuova Zelanda     | 11                |
| Paesi Bassi       | 2                 |
| Polonia           | 2                 |
| Portogallo        | 32                |
| Regno Unito       | 6                 |
| Repubblica Ceca   | 4                 |
| Romania           | 24                |
| Russia            | 86                |
| Slovacchia        | 3                 |
| Slovenia          | 4                 |
| Spagna            | 56                |
| Stati Uniti       | 68                |
| Svezia            | 1                 |
| Svizzera          | 3                 |
| Ucraina           | 6                 |
| Ungheria          | 3                 |

### Classifiche di fine anno
| Classifica (2019) | Posizione |
| ----------------- | --------- |
| Australia         | 59        |
| Austria           | 20        |
| Belgio (Fiandre)  | 18        |
| Belgio (Vallonia) | 39        |
| Canada            | 71        |
| Danimarca         | 21        |
| Germania          | 36        |
| Irlanda           | 26        |
| Islanda           | 28        |
| Lettonia          | 62        |
| Norvegia          | 13        |
| Paesi Bassi       | 24        |
| Polonia           | 26        |
| Portogallo        | 131       |
| Regno Unito       | 34        |
| Slovenia          | 26        |
| Svezia            | 1         |
| Svizzera          | 25        |
| Ungheria          | 41        |
| Classifica (2020) | Posizione |
| Croazia           | 31        |